# David Brearley

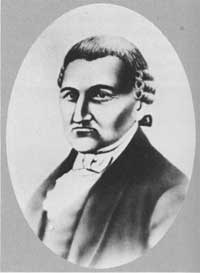
David Brearley

David Brearley (vaak ten onrechte Brearly) (Hunterdon County, 11 juni 1745 – Trenton, 16 augustus 1790) was een Amerikaanse rechter. Hij was een van de ondertekenaars van de Amerikaanse Grondwet.

## Levensloop
Na het uitbreken van de Amerikaanse Onafhankelijkheidsoorlog diende Brearley eerst als kapitein bij de militie van Monmouth County. Daarvoor had hij zich jaren verzet tegen de verstrekkende macht van het Engelse parlement. Binnen het leger klom hij op tot de rang van kolonel bij de Brigade van New Jersey. Hij vocht onder andere bij Brandywine, Germantown en Monmouth. Brearley verliet in 1779 het leger. Hij was benoemd tot opperrechter van het Hooggerechtshof van New Jersey. 
In de beroemde zaak Holmes v. Walton stelde hij vast dat de rechterlijke macht de autoriteit had om vast te stellen of een bepaalde wet wel of niet grondwettelijk was. Hij bleef tot 1789 In functie.  Namens de staat New Jersey had Brearley ook zitting in de Constitutional Convention. Deze vergadering stelde een nieuwe Amerikaanse Grondwet op. 
Nadat hij de grondwet in 1787 had ondertekend was hij voorzitter van de vergadering die de Grondwet namens New Jersey moest goedkeuren. In 1789 werd Brearley door president George Washington aangewezen als de eerste federale rechter van het nieuw gevormde District of New Jersey. Op 25 september 1789 werd zijn nominatie door de Senaat bevestigd. Een jaar later overleed hij.
Baldwin · Bassett · Bedford · Blair · Blount · Brearley · Broom · Butler · Carroll · Clymer · Daniel · Dayton · Dickinson · Few · Fitzsimons · Franklin · Gilman · Gorham · Hamilton · Ingersoll · Johnson · King · Langdon · Livingston · Madison · McHenry · Mifflin · G. Morris · R. Morris · Paterson · C. C. Pinckney · Pinckney · Read · Rutledge · Sherman · Spaight · Washington · Williamson · Wilson